# Paratesta dorsalis
Paratesta dorsalis är en skalbaggsart som först beskrevs av Francis Polkinghorne Pascoe 1864.  Paratesta dorsalis ingår i släktet Paratesta och familjen långhorningar. Inga underarter finns listade i Catalogue of Life.